# 儂本多情 (1997年電視劇)
《儂本多情》是一部台灣電視劇，1997年於民視九點檔播出，是該台首部播出的開台電視劇。主演包括馬景濤，劉嘉玲，劉雪華，李立群，孫興，吳啟華等眾多頗具影響力的名演員。此劇是由著名台灣製作人楊佩佩傾力打造，劇情反映了抗日戰爭時期上海租界的興衰，不同階層在那個戰火紛飛的年代生存的真實境況，更有影射政治人物如汪精衛等，十分耐看，對白精彩，在當年更是口碑甚佳，在二輪重播時的收視還高過首播，在大陸，香港都曾引進播出，北美華人租碟市場更是高居第一。因為此劇於民視首播收視不理想，版權已由製作人楊佩佩收回。因此，民視無法將本劇上載至YouTube。
2009年，台灣知名製作人楊佩佩前往上海近郊，翻拍自己的舊作為新版《侬本多情》。

## 劇情大綱
1937年中國大部份的地方均陷入日軍之手，為了逃避戰火，不少富商相繼擁入法租界內。張桂庭（吳啟華飾）攜同妻子香雪兒（劉嘉玲飾）及兒子隨著難民潮進入租界之收容所。然顛沛流離的生活、現實的殘酷及人情的冷漠不斷吞噬著張桂庭的良知和勇氣，為了脫離地獄般的困境生活，他不惜拋妻棄子，與富家女廖婉貞（魯文飾）重拾舊緣。丈夫的絕情令雪兒感到痛不欲生，自尋短見，幸得白朗（馬景濤飾）所救。至愛親人的傷害與無情令雪兒心力交瘁，白朗時刻在旁勸慰支持，雪兒終於重新振作，更在偶然的機會下加入了影圈，正當雪兒在影壇前途一片光明之時，卻受奸人所害，前途盡毀。丈夫的背信棄義、親人的死去、骨肉的分離及事業打擊完完全全粉碎了雪兒對人的信心，她性情大變，為了向曾傷害自己的人作出報復，她甘心成為富商權貴的玩物，決意出人頭地往上爬。但雪兒本性善良，最後克服了心中的怨恨，放棄報復計劃。但為救白朗，雪兒與特務頭同歸於盡。此時此刻，太平洋戰爭終於正式爆發，日軍正式進駐上海租界，這個建築在沙灘上的天堂，終於淪陷了。

## 登場人物
| 角色     | 演员   | 简介                       | 备注         |
| 白 朗    | 马景涛 |                            | 配音：康殿宏 |
| 香雪儿   | 刘嘉玲 |                            | 配音：馮友薇 |
| 白 萍    | 刘雪华 | 白朗的姊姊。曾是當紅女星。 |              |
| 乔显农   | 李立群 |                            |              |
| 张桂庭   | 吴启华 | 律師。香雪兒的前夫。       | 配音：官志宏 |
| 马贤良   | 孙兴   | 警察。白朗的朋友。         |              |
| 陈聪明   | 童安格 | 音樂家。                   |              |
| 胡 瑛    | 宋春丽 | 香雪兒的生母。             |              |
| 廖婉真   | 鲁 文  | 張桂庭的妻子。             |              |
| 韩 冬    | 岳跃利 | 白萍的助理                 |              |
| 杨 明    | 陈紫函 | 乔显农情妇                 |              |
| 大 米    | 钮承泽 | 白朗的朋友。               |              |
| 荣 三    | 屈中恒 | 白朗好友 律师              |              |
| 上海市长 | 姬麒麟 |                            |              |
|          | 董晓燕 |                            |              |

## 花絮
此劇1996年秋開拍，曾在天津五大道的民國時期建築群及上海車墩影視基地拍攝。
劇中男主角馬景濤所穿服飾大多數是他自己親自到香港花費三十多萬港幣購置，如Gucci的黑色皮夾克，西裝，為了更符合劇本中的形象，也贏得了劇組工作人員一致認可。

## 獎項
| 年份   | 頒獎典禮     | 獲提名者       | 獎項             | 結果 |
| ------ | ------------ | -------------- | ---------------- | ---- |
| 1999年 | 第34屆金鐘獎 | 儂本多情       | 戲劇節目連續劇獎 | 提名 |
| 1999年 | 第34屆金鐘獎 | 李立群         | 戲劇節目男配角獎 | 提名 |
| 1999年 | 第34屆金鐘獎 | 胡戀忠、黃高平 | 音效獎           | 提名 |
| 1999年 | 第34屆金鐘獎 | 林合隆、陳澤霖 | 燈光獎           | 提名 |